# تيمي إبراهام
جيسون تيميبي أوجينوبروشيم باكومو أبراهام (بالإنجليزية: Jason Timiebi Ogheneobrucheme Bakumo-Abraham) المعروف باسم تيمي أبراهام (بالإنجليزية: Timmy Abraham)، هو لاعب كرة قدم في الدوري الإنجليزية يلعب مهاجمًا لرايث روفرز.